# Minuartia anatolica
Minuartia anatolica är en nejlikväxtart. Minuartia anatolica ingår i släktet nörlar, och familjen nejlikväxter.

## Underarter
Arten delas in i följande underarter:
- M. a. anatolica
- M. a. kabirarum